# Virgínia (filla d'Aulus Virgini)
Virgínia (llatí: Verginia), filla d'Aulus Virgini, tribú de la plebs l'any 395 aC, va ser una dama romana, que era patrícia de naixement però es va casar amb el plebeu Luci Volumni Flamma Violent, que va ser cònsol els anys 307 aC i 296 aC.
A causa del seu casament les dones patrícies la van excloure del culte a la deessa Pudicítia i llavors va crear una capella pel culte a la Pudicítia plebea.